# Садко
Садко́ (Богатый гость) — герой былин новгородского цикла; из девяти известных вариантов, записанных исключительно в Олонецкой губернии, полных только два (сказители — Андрей Сорокин и Василий Щеголёнок).

## Имя
Имя Садко́ — русская разговорная форма русского имени Садо́к, восходящего к др.-евр. sadoq‬, «праведный», «справедливый» (ср. араб. sadiq‎ Садык «искренний», «правдивый»; англ. Zadoc, Zadok Зейдок; рус. разг. Садко, Садоф, Садофий).
В оригинальных текстах имя Садко склоняется по традиционной парадигме слов с суффиксом -ко (им. падеж — Садко́, род. падеж — Садка́, дат. падеж — Садку́, вин. падеж — Садка́, твор. падеж — Садко́м, предл. падеж — о Садке́). В советской практике возобладало употребление имени Садко в неизменяемом виде.

## Варианты былин
По наиболее полному варианту, записанному от Андрея Сорокина и приобретшему значение канонической версии (Рыбников, 1910, том II, № 134), Садко был сначала бедным гусляром, который зарабатывал на хлеб насущный игрой на пирах. Однажды девять дней подряд Садко не был зван ни на один пир. Тогда он пошёл к Ильмень-озеру и стал играть на пустом берегу. Неожиданно из озера показался сам царь морской, который объявил, что «утешен» игрой гусляра и хочет его наградить. Получив наставление морского царя, Садко отправился в Новгород и побился о закладе с тремя богатыми купцами, утверждая, что в Ильмень-озере есть чудесная «рыба-золоты перья». Выиграв заклад, Садко стал торговать и разбогател.
Однажды на пиру Садко похвастал, что скупит все товары в Новгороде — «худые и добрые»; действительно, два дня подряд Садко скупал все товары, но на третий день, когда подвезли товары московские, Садко сознался, что ему не скупить товаров «со всего света белого»:

Не я, видно, купец богат новгородский —

Побогаче меня славный Новгород!
После этого Садко нагрузил товарами 30 кораблей и поехал торговать за море. На обратном пути корабли вдруг остановились посреди моря, и разразилась буря. Садко догадался, что это морской царь требует дани, бросал в море бочки золота, серебра и жемчуга, но напрасно; тогда решено было, что царь морской требует живой головы. Жребий выпал на Садко, который, захватив с собою гусли, велел спустить себя в море на дубовой доске. После этого корабли немедленно сдвинулись с места. Садко же заснул на своей доске. Проснулся он уже на дне морском, в палатах морского царя. Тот требует, чтобы Садко играл на гуслях. Под звуки гуслей морской царь пустился плясать, вследствие чего взволновалось море, корабли начали тонуть, погибло много людей. По молитвам терпящих бедствие сам святой Микола Можайский (Николай Чудотворец), заступник путешествующих по воде, явился к Садко и научил его, как обойтись с морским царём. Садко поступил в точном соответствии с полученными указаниями: сначала он прекратил игру, оборвав струны гуслей, а когда морской царь потребовал, чтобы Садко женился на морской девице, выбрал из 900 претенденток самую последнюю — «девицу Чернавушку». После свадебного пира Садко «не творил блуда» с молодой женой; заснув, он проснулся уже на земле — на крутом берегу реки Чернавы близ Новгорода. В это самое время он увидел, что по Волхову подъезжают его корабли. В благодарность за спасение Садко построил церковь Миколе Можайскому, а «на сине море» никогда уже более не ездил.
В некоторых вариантах былины Садко разрешает спор морского царя с царицей о том, что на Руси дороже — золото или булат, и решает его в пользу булата; в другом варианте роль Миколы берёт на себя Поддонная царица.
В сборнике Кирши Данилова Садко фигурирует в двух песнях (№ 28 и № 47).
Первая из них даёт необычную версию: Садко здесь — не гусляр и вообще не природный новгородец, а некий приезжий с Волги молодец; он передаёт Ильмень-озеру поклон от его сестры Волги. Ильмень в благодарность помогает молодцу разбогатеть: выловленная в большом количестве рыба обращается в деньги. Затем Садко вступает в одну из новгородских братчин, устраивает пир и затевает с новгородцами спор: бьётся об заклад, что на протяжении трёх дней подряд будет скупать все товары, выставленные в Новгороде на продажу. В отличие от традиционной версии, у Кирши Данилова Садко побеждает: он действительно скупает все товары без остатка, включая битые горшки.
Вторая песня о Садко из сборника Кирши Данилова посвящена его приключениям в подводном царстве, которые изображаются в традиционном русле.
В сборнике «Сказки Белозерского края» — Б. М. и Ю. М. Соколовых приводится интересная сказка о Садко:
Что во славном-то Нове-городе быу купець Садко богатой. Приходили корабли да из-за моря; все кладовые были напоунены, товару этта столько было, что возить, да не вывозить, носить, да не выносить. И собрал Садко со своим товарищщем Веркулом войско и построил домы, словно притон разбойницей, не стало новгородцам и выходу. Убивали и муцяли. И пошла тогда улиця на улицу, и хотели оне выбрать себе правителя. Не могли они ницего поделати. Кажда улица стояла за своих господ, и пошло кровопролитье. Ешшё Глеб да и Вадимушко откривились (?) да от Руси к старику да к Гостомыслушку. Во поуноць да и во темную с им да и посоветовати. От сноха была Людмилушка. «Поди-ко, кто-то колотитсе, не начевать ли, не на ночлег ли проситсе». Река Воухов из берегов да вырываетсе. Выходят два знатные да новгородца. Гордомысл да поднимает свою голову, узнает да Глебушка. «Вы куды да в это времецько?» — «Надо к тебе да посоветовати. Не стало у нас во славном Ноугороде не порядку, не суда. При варягах худо было жить, да надо найти нам князя, чтобы правил он с верою». Старик моувил слово верное: «Не дам совету ложного; на то Перун да вот порукою. Надо сделать да порядок в Новгороде. Ступайте вы за море и просите себе князя из варягов. Земля, скажите, обильна и богата, а порядку в ней нет, и просите князя с дружинами».
С этим преданием согласуется мекленбургская сага, в которой призванные варяжские братья Рюрик, Трувор и Синеус свергают угнетателей, а потом восстанавливают порядок:
… Во время своей героической переправы они добрались в район озера Ладоги, Белоозера и Изборска, кои в нынешнем Русском Императорском царстве, в то время, когда среди жителей этих земель преобладали крупнейшие волнения. Вскоре и здесь угнетатели дрожали от их победоносных мечей, а благодетели мира вернулись под их покровом в опустошенные районы.
По гипотезе сторонников исторической школы, древнейшей основой былины о Садко была песня о летописном новгородском купце по имени «Содко Сытинець» (или «Сотко Сытиничь»), упоминаемом в Новогородской летописи под 1167 годом в качестве строителя церкви Бориса и Глеба в Новгородском детинце. По-видимому, образ Садко является результатом поздней трансформации индоевропейского образа мифического жениха дочери океана.
Рассказы о том, что подземный или подводный царь, залучив в своё царство героя, хочет удержать его, женив на своей дочери, также весьма часты и в сказках. В одном киргизском «Сказании о властителе вод Уббе» рассказывается, как один человек по имени Аманкул, нырнув в воду, очутился в царстве властителя вод Уббе, служил там несколько лет, женился на дочери визиря, а потом с помощью волшебной зелёной палки вернулся на землю и разбогател.
Ближайшие источники былины о Садко не выяснены. Академик Александр Веселовский указывает на сходство былины о Садко с эпизодом старофранцузского романа о «Tristan le Léonois»: герой его — грешник Садок убил своего шурина, покушавшегося на честь его жены, и вместе с нею бежит на корабле; поднимается буря, которая, по мнению старейшины корабля, ниспослана ради грехов кого-нибудь из пассажиров; по жребию виновником бури оказывается Садок; он бросается в море, после чего буря затихает.
Очевидное сходство эпизодов французского романа и былины, а также совпадение имен Садко и Садок даёт основание предположить, что и роман, и былина независимо друг от друга восходят к одному источнику — повести или легенде, в которых это имя уже находилось.
Всеволод Миллер находит объяснение типов Садко-гусляра и морского царя в карельском эпосе: он приравнивает морского царя из эпоса к морскому царю Ахто, который также является охотником до музыки; прототип Садко-гусляра он видит в музыканте и певце Вейнемейнене (см. Морской царь).

## Образ Садко в опере, кинематографе и театре
- 1897 «Садко» — опера Николая Андреевича Римского-Корсакова, 1897 год.
- 1952 «Садко» — фильм-сказка режиссёра Александра Птушко. Сценаристом заимствованы музыка и удачные находки из либретто оперы Римского-Корсакова.
- 1975 «Садко богатый» — кукольный мультфильм режиссёра Вадима Курчевского, «Союзмультфильм».
- 2007 «Садко и Царевна Морская» — мюзикл В. Качесова на либретто А. Огарёвой, Музыкальный театр под руководством Геннадия Чихачёва.
- 2014 «Садко» — детский спектакль Архангельского театра драмы имени М. В. Ломоносова. Режиссер — Андрей Тимошенко. Сценарист — Анастасия Экарева.
- 2017 «Садко» — российский мультфильм режиссёров Максима Волкова и Виталия Мухаметзянова.
- 2019 «Садко» — фолк-рок-мюзикл[13], режиссёр Даниил Донченко, композитор Александр Леонов, автор пьесы Дмитрий Иванов, Великий Новгород.

## Прочее
В честь Садко назван кратер Sadko на спутнике Плутона Хароне, кратерам которого присваивают имена путешественников из мифологии разных народов мира, название утверждено МАС 11 апреля 2018 года.